# Дяшкин, Константин Михайлович
Константин Михайлович Дяшкин (род. 15 июня 1984 года) - российский пауэрлифтер.

## Карьера
Воспитанник саранского тренера А.Б. Холопова. В 2010 году впервые становится чемпионом России (без экипировки), а на проходившем параллельно чемпионате России в экипировки становится третьим. 
На чемпионате России 2012 года по классическому пауэрлифтингу становится вторым. 
На чемпионате России 2013 года по пауэрлифтингу завоёвывает бронзу.
В 2014 году становится серебряным призёром чемпионатов России по классическому пауэрлифтингу 2014 и 2015 года (проведённом в декабре 2014 года). 
На чемпионате Европы по классическому пауэрлифтингу 2015 года Константин завоевал золото.
В декабре 2015 года стал вице-чемпионом России по классическому пауэрлифтингу и отобрался на чемпионат мира.

## Вне помоста
Пожарный пожарно-спасательной части № 27 (Саранск).